# Парламентские выборы в Вануату (2008)
Парламентские выборы в Вануату состоялись 2 сентября 2008 года. В июле Меланезийская прогрессивная партия попросила отложить их, оспаривая конституционность закона № 33 от 2007 года «О представительстве народа», который якобы позволял некоторым избирателям голосовать одновременно в двух избирательных округах. Главный организатор выборов, Мартин Тете, подтвердил, что выборы состоятся 2 сентября, как и планировалось. День был объявлен национальным праздником, чтобы побудить людей к голосованию.
На выборах было представлено более трёхсот кандидатов, девять из которых являлись женщинами. Кандидатов представляли двадцать пять политических партий, примерно восемьдесят являлись независимыми кандидатами. Было зарегистрировано 170 000 избирателей и пятьдесят два места для в парламенте в 17 многомандатных избирательных округах.

## Предварительные результаты
Неофициальные предварительные результаты появились 3 сентября 2008 года, в то время как точные результаты ожидались в течение недели. Действующий министр финансов Вилли Джимми и бывший премьер-министр Барак Сопе, похоже, не смогли переизбираться, в то время как независимый кандидат Ральф Регенвану, как оказалось, получил больше всего голосов в своем округе Порт-Вила. Лидеры Конфедерации зелёных (Моана Каркассес Калосил), Республиканской партии Вануату (Максим Карлот Корман), а также заместитель премьер-министра Эдвард Натапеи вновь получили места в парламенте.
Согласно предварительным результатам, правящая коалиция, скорее всего, останется у власти по итогам выборов, около 18 из 49 депутатов, выдвинутых на переизбрание, лишатся мандатов, а старейшая партия Вануату, Вануаку, получит наибольшее количество мест, 10 мандатов. Национальная объединенная партия премьер-министра Хама Лини, скорее всего, получит не менее семи мест, равно как и Республиканская партия Вануату и Союз умеренных партий. Девять других партий и пять независимых лиц также, похоже, попали в парламент.
Избирательная комиссия Вануату объявила, что для получения официальных результатов потребуется несколько дней. Radio Australia сообщило, что «может пройти неделя или две, прежде чем станет ясно, кто будет возглавлять следующее правительство Вануату».
9 сентября поступило сообщение о том, что партия Вануаку и Национальная объединённая партия ведут переговоры о формировании коалиционного правительства, в которое войдёт по меньшей мере еще одна партия. В соответствии с подписанным соглашением новое коалиционное правительство будет включать 33 из 52 членов парламента. Вице-премьер и вице-лидер партии Вануаку Эдвард Натапеи станет премьер-министром, а бывший премьер-министр Хам Лини станет заместителем премьер-министра. Однако лидер Республиканской партии Вануату Максим Карлот Корман заявил, что у него достаточно голосов, чтобы сформировать собственное правительство и стать премьер-министром. Конечные результаты выборов по-прежнему были непредсказуемы.

## Результаты
Окончательные результаты были объявлены 10 сентября 2008 года. Партия Вануааку получила наибольшее число мест (11 из 52). Эдвард Натапеи был избран парламентом 22 сентября, получив 27 голосов (против 25 за Максима Карлота Кормана) при тайном голосовании.
| Партия                             | Голоса | %      | Мест |
| ---------------------------------- | ------ | ------ | ---- |
| Партия Вануаку                     | 9743   | 24,23  | 11   |
| Национальная объединённая партия   | 6296   | 15,66  | 8    |
| Союз умеренных партий              | 5329   | 13,26  | 7    |
| Республиканская партия Вануату     | 4675   | 11,63  | 7    |
| Народная прогрессивная партия      | 1978   | 4,92   | 4    |
| Конфедерация зелёных               | 1384   | 3,44   | 2    |
| Лейбористская партия Вануату       | 1381   | 3,44   | 1    |
| VPRFP                              | 837    | 2,08   | 1    |
| Альянс пастухов                    | 829    | 2,06   | 1    |
| Меланезийская прогрессивная партия | 799    | 1,99   | 1    |
| Партия народного действия          | 795    | 1,98   | 1    |
| Первая партия Вануату              | 730    | 1,82   | 1    |
| Наманги Аути                       | 644    | 1,60   | 1    |
| Нагриамель                         | 546    | 1,36   | 1    |
| Национальная партия Вануату        | 514    | 1,28   | 1    |
| независимые кандидаты              | 3723   | 9,26   | 4    |
| Всего                              | 40 203 | 100,00 | 52   |